# Actinoposthiidae
Actinoposthiidae to rodzina płazińców.

## Rodzaje

### Actinoposthia
Obejmuje następujące gatunki:
- Actinoposthia beklemischevi Mamkaev 1965
- Actinoposthia biaculeata Faubel 1974
- Actinoposthia caudata An der Lan 1936
- Actinoposthia haplovata Dörjes 1968
- Actinoposthia longa Faubel 1976
- Actinoposthia pigmentea Faubel 1976

### Archactinoposthia
Obejmuje następujące gatunki:
- Archactinoposthia pelophila Dörjes, 1968

### Atriofronta
Obejmuje następujące gatunki:
- Atriofronta polyvacuola Dörjes 1968

### Childianea
Obejmuje następujące gatunki:
- Childianea coomerensis Faubel & Cameron, 2001

### Microposthia
Obejmuje następujące gatunki:
- Microposthia listensis Faubel 1974

### Paractinoposthia
Obejmuje następujące gatunki:
- Paractinoposthia pseudovesicula (Ehlers & Doerjes, 1979)

### Paraproporus
Obejmuje następujące gatunki:
- Paraproporus diovatus Dörjes 1968
- Paraproporus elegans (An der Lan, 1936)
- Paraproporus rosettiformis Faubel 1974
- Paraproporus rubescens Westblad 1945
- Paraproporus xanthus Marcus 1950

### Pelophila
Obejmuje następujące gatunki:
- Pelophila lutheri (Westblad 1946)
- Pelophila pachymorpha Dörjes 1968

### Philactinoposthia
Obejmuje następujące gatunki:
- Philactinoposthia adenogonaria Dörjes 1968
- Philactinoposthia brevis Nilsson, Wallberg & Jondelius, 2011[2]
- Philactinoposthia coneyi Hooge & Rocha, 2006
- Philactinoposthia diploposthia Dörjes 1968
- Philactinoposthia helgolandica Dörjes 1968
- Philactinoposthia ischiae Nilsson, Wallberg & Jondelius, 2011[2]
- Philactinoposthia multipunctata Nilsson, Wallberg & Jondelius, 2011[2]
- Philactinoposthia novaecaledoniae Nilsson, Wallberg & Jondelius, 2011[2]
- Philactinoposthia pusilla (Westblad, 1946)
- Philactinoposthia rhammifera (Westblad, 1946)
- Philactinoposthia saliens (Graff, 1882)
- Philactinoposthia stylifera (Westblad, 1946)
- Philactinoposthia tenebrosa Ehlers & Doerjes 1979
- Philactinoposthia viridis Dörjes 1968
- Philactinoposthia viridorhabditis Dörjes 1968

### Pseudactinoposthia
Obejmuje następujące gatunki:
- Pseudactinoposthia daena (Marcus, 1954)
- Pseudactinoposthia granaria Dörjes 1968
- Pseudactinoposthia parva Ehlers & Doerjes 1979
- Pseudactinoposthia saltans Dörjes 1968
- Pseudactinoposthia sanguineum (Beklemischev, 1915)

### Tetraposthia
Obejmuje następujące gatunki:
- Tetraposthia colymbetes An der Lan 1936